# Ángel Robinson García
Ángel Robinson García (La Habana, 9 de mayo de 1937-1 de junio de 2000) fue un boxeador profesional cubano, campeón latinoamericano de peso superpluma. También luchó por el título nacional cubano de peso ligero, pero no lo ganó.
Robinson García fue conocido por su gran cantidad de peleas profesionales (237), la calidad de sus oponentes y la cantidad de países que visitó. Compitió contra 42 boxeadores de rango mundial, 16 campeones mundiales y 6 miembros del Salón Internacional de la Fama del Boxeo, en 19 países y 4 continentes.
En 237 combates, Robinson García tuvo un récord de 135 victorias, 82 derrotas y 20 empates. Sus 53 victorias por nocaut lo convirtieron en miembro del exclusivo club de boxeadores con 50 o más victorias por nocaut en el boxeo profesional. De sus 82 derrotas, solo 3 fueron por nocaut o nocaut técnico.
Según Ferdie Pacheco, Robinson García le contó una vez que pasó seis meses en una cárcel italiana por golpear a una mujer.
El experto cubano en boxeo, Enrique Encinosa, afirmó que Robinson García regresó a París y vivió allí como indigente antes de que Fidel Castro le permitiera regresar a Cuba y pasar sus últimos días en el país caribeño. Según Encinosa, Robinson García se casó en París.